# Dennstaedtia anthriscifolia
Dennstaedtia anthriscifolia là một loài thực vật có mạch trong họ Dennstaedtiaceae. Loài này được T. Moore miêu tả khoa học đầu tiên năm 1861.